# 馬淵テフ子
馬淵 テフ子（まぶち ちょうこ、1911年（明治44年）6月5日 - 1985年（昭和60年）2月23日）は、昭和初期の日本の女性パイロット。女学校の体育教師を務めながら、1934年に二等飛行機操縦士資格を取得。同年に満州国への飛行を敢行し、西崎キクと並んで日本女性飛行士として初の海外渡航を実現した一人となった。NHK連続テレビ小説『雲のじゅうたん』のモデルの一人といわれている。
なお、苗字については「馬渕」、名については「てふ子」「蝶子」などの表記ゆれがある。

## 生涯

### 生い立ち
1911年（明治44年）6月5日、青森県弘前市において、職業軍人の父・馬淵常義と母・ナヨの長女として生まれる。父は東京出身で、弘前はその任地であった。母は秋田県鹿角郡宮川村小豆沢（現在の鹿角市八幡平小豆沢）出身で、実家の安倍家は大日霊貴神社（大日堂）の神職を受け継ぐ一族であった。
テフ子は父の仕事の影響で各地を転々とすることになるが、小学校2年生の時に鹿角の祖母・ハルのもとに預けられ、鹿角郡宮川村立宮麓小学校に5年生まで通った。こうした事情から「秋田県出身」ともされ、秋田県鹿角市では郷土出身者として顕彰されている。1929年（昭和4年）3月、東京・新宿にあった私立精華高等女学校（東海大学付属市原望洋高等学校の前身）を卒業。
1929年（昭和4年）、日本女子体育専門学校（現・日本女子体育大学）に入学。身長168cm、体重62kgと当時の女性としては大柄の体格で、陸上競技部に所属し、円盤投選手として活躍した。1930年・31年には日本の陸上界の年間十傑に入る成績を残している。
1931年（昭和6年）に日本女子体育専門学校を卒業。横浜のフェリス和英女学校（現・フェリス女学院中学校・高等学校）に体育教師として就職した。徒歩部を作って生徒を引率し北アルプスに赴き、あるいは単独で富士登山を行うなど、活発に活動した。

### 空へ
馬淵が飛行機の練習を始めたのは1932年（昭和7年）のことである。1932年ロサンゼルスオリンピックの代表選考に漏れ、失意のうちにいたところ、専門学校時代の同級生・長山きよ子に誘われる形でパイロットを志すようになったという。
なお、代表選考で日本女子体育専門学校の石津光恵に競り負け、スポーツの道を断念したとも語られるが、馬淵テフ子と長山きよ子について研究した村山茂代によれば、テフ子は予選会で3位の成績を収めたとはいえ石津との記録の差は大きく、石津光恵とのライバル関係は過剰な報道によって誇張されたものとしている。
1932年（昭和7年）7月に、千葉県船橋にあった「東亜飛行学校」に入学。1933年（昭和8年）5月に、東京・洲崎に開校して設備の充実していた「亜細亜航空学校」に転校した。テフ子は教職を続けながら、土曜日・日曜日や夏休みなど余暇を使って練習した。在学中には鹿角の祖母が資金的な援助を行ったという。1933年（昭和8年）9月には三等飛行機操縦士の資格を取得。
1934年（昭和9年）3月31日、二等飛行機操縦士の資格を取得。4月、伊豆玄岳へ初の単独飛行。この飛行には、先輩と慕っていた朴敬元（1933年8月7日、玄岳で墜落死）追悼の意味合いもあった。7月、ほかの女性二等飛行士とともに日本女子飛行士クラブを結成した。日本女子飛行士クラブは「日本の航空法規で一等飛行士になれないのは不公平だと、機会均等のスローガンを掲げ」たといい、メンバーは馬淵テフ子、長山きよ子（雅英）、松本キク（きく子）、正田マリエ、上仲鈴子、梅田芳江であった。
1934年（昭和9年）8月、サルムソン2A2型陸上機で秋田県鹿角への郷土訪問飛行を行う（同乗者は鎌田毅教官）。鹿角には祖母がいた。東京洲崎飛行場を出発したのは8月10日であったが、悪天候やプロペラ故障のため仙台での停滞を余儀なくされ、8月14日に能代東雲飛行場を経て、目的地である柴平村菩堤野（現在の鹿角市花輪字菩提野）に着陸した。馬淵は宙返りなどを披露し、秋田に赴いていた長山きよ子は300mからのパラシュート降下を行ったという。

### 満洲国への飛行

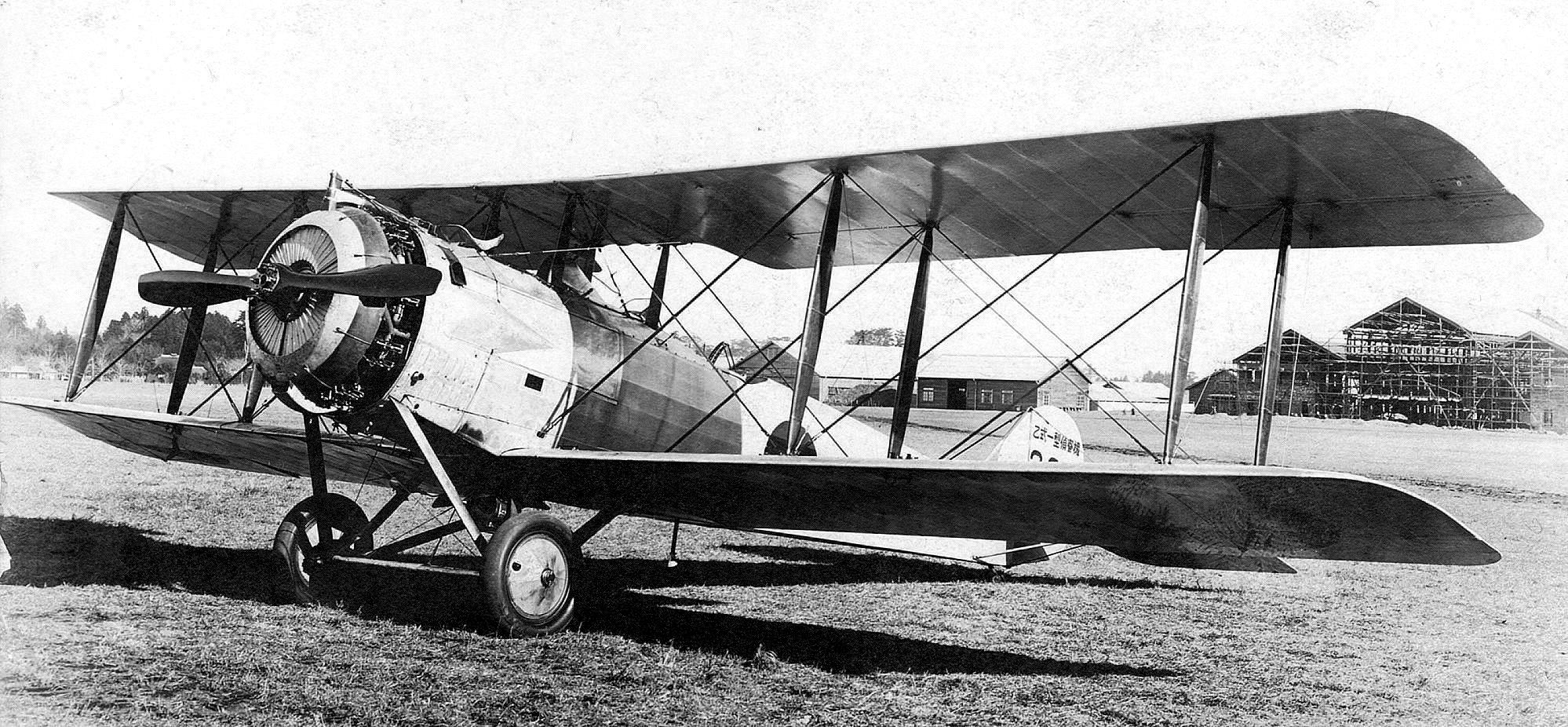
（参考）日本陸軍の乙式一型偵察機（サルムソン2A2型を日本でノックダウン生産したもの）。
サルムソン2A2型は傑作機とされ、陸軍がフランスから機体を輸入したほか、日本国内でライセンスに基づくノックダウン生産（部品をすべて輸入しての組み立て製造）も行われ、民間にも多く払い下げられた。

1934年（昭和9年）10月には、松本キクとともに満州国建国親善飛行を敢行した。
飛行には長山が同行する予定であったが、9月21日に飛行機事故に巻き込まれて瀕死の重傷を負った。このため、一等飛行操縦士の朴奉祉教官が同行することになった。使用機種は郷里訪問時と同機種のサルムソン2A2型陸上機で、「黄蝶号」と命名された。10月26日に東京・羽田飛行場を出発。11月3日に福岡・大刀洗飛行場から朝鮮半島の蔚山に渡って給油、その日は京城にまで至った。11月5日、新京に到着。同時に松本キクも「白菊号」（同乗者：佐藤啓三整備士）で満洲への訪問飛行を行っており、10月22日に羽田を出発、テフ子より1日早く11月4日に新京に到着した。両機の「競争」は注目を集め、新聞が連日のように報道した。両機とも途中故障不時着や悪天候を経験しながらも、馬淵は松本と共に日本女性飛行士として初の海外渡航を実現した。なお、白菊号および黄蝶号は現地の小学校に寄贈され、馬淵は船と汽車で帰国した。
テフ子の飛行士としての活動は、この満洲国飛行が最後となった。ドイツへの飛行を計画していたが、1937年（昭和12年）に日中戦争が勃発したために断念。また、女性が飛行機に乗ることは認められなくなった。対米開戦後、日本軍が快進撃をおこなっていた1942年（昭和17年）1月、女性飛行士の親睦会「紅翼会」の回覧誌にテフ子は、女性には飛行機を駆って活躍できる機会がないことを嘆く文章を寄稿している。

### 後半生
1944年（昭和19年）、戦争の激化により、横浜山手女学院（1942年にフェリス和英女学校より改名）を辞任して静岡県に疎開。テフ子は、掛川高等女学校（静岡県立掛川東高等学校の前身）などで体育教師として働き、1964年（昭和39年）に静岡県立清水西高等学校で定年を迎えた。
飛行機事故で半身不随となった長山きよ子とともに暮らし、生活を支えて、静岡県伊東市で静かに暮らした。妹たちやその子や孫たちが遊びにくることがあったが、飛行士時代の話をすることはほとんどなかったという。
1976年（昭和51年）にNHK連続テレビ小説『雲のじゅうたん』が好評を博し、戦前の女性飛行士に注目が集まった際には、テフ子のもとにも取材陣が訪れた。中学生の大甥はテフ子の過去を知り、自由に空を飛べることをうらやんだが、テフ子は「そんなこともないのよ」と諭すような口調で語ったという。大甥は「良いことばかりではなくいろいろあった」という意味と解している。
1985年（昭和60年）2月23日、伊東市にて死去。73歳没。きよ子に先立った。墓は多磨霊園にある。

## 関連文献
馬淵自身は著書は残していないが、同時代から多くの記事にその活躍が描かれた。『フェリス女学院100年史』（1970年）には教え子によるインタビュー記事がある。
同時代の記事
- 黑百合子「聞かずやプロペラーの歌(馬淵テフ子、孃物語)」『少女の友  27(7)』第27巻第7号、實業之日本社、1934年、74頁、NCID AA11242823。
- 木內キヤウ「知名職業婦人の健康法—馬淵テフ子」『婦女界』第51巻第2号、婦女界社、1935年、302–303頁、NCID AN00084540。
- 馬淵てふ「飛行機と共にゐる喜び」『婦女界』第51巻第3号、婦女界社、1935年、200–201頁。
- 馬淵てふ子（著）、日本旅行倶楽部（編）「満州を語る」『旅 (Travel)』第12巻第5号、新潮社、1935年、100-108頁、ISSN 04921054、NCID AN00374675。
- 馬淵テフ子、松本きく子「訪滿飛行を終へて」『婦女界』第51巻第1号、婦女界社、1935年、NCID AN00084540。

馬淵てふ子への言及を含む書籍・論文
- 平木国夫『飛行家をめざした女性たち』新人物往来社、1992年。ISBN 4404019661。 NCID BN08649629。
- 江刺昭子『時代を拓いた女たち―かながわの131人』神奈川新聞社、2005年。ISBN 978-4-876-45358-0。
- 村山茂代「飛行士をめざした卒業生—馬渕てふ子と長山きよ子」『日本女子体育大学紀要』第37巻、日本女子体育大学、2007年、45-51頁。
- 松村由利子『お嬢さん、空を飛ぶ ― 草創期の飛行機を巡る物語』NTT出版、2013年。ISBN 978-4-876-45358-0。
- 伊藤春奈『ふたり暮らしの「女性」史』講談社、2025年。ISBN 978-4-06-538867-9。